# Typostola barbata
Typostola barbata là một loài nhện trong họ Sparassidae.
Loài này thuộc chi Typostola. Typostola barbata được Ludwig Carl Christian Koch miêu tả năm 1875.